# Philip Boit
Philip Kimely Boit (ur. 12 grudnia 1971 w Eldoret) – kenijski biegacz narciarski, pierwszy w historii reprezentant Kenii na zimowych igrzyskach olimpijskich.

## Życiorys
W 1998 podczas igrzysk w Nagano został pierwszym Kenijczykiem występującym na zimowych igrzyskach olimpijskich. W biegu na 10 kilometrów stylem klasycznym zajął 92. (ostatnie) miejsce. Przybiegł wówczas na metę ponad dwadzieścia minut po zwycięzcy biegu, którym był Bjørn Dæhlie. Rok później Boit wziął udział w mistrzostwach świata w narciarstwie klasycznym w Ramsau, gdzie w biegu na 10 kilometrów ponownie zajął ostatnią pozycję. W 2002 na igrzyskach w Salt Lake City zakończył wyścig sprinterski na 64. miejscu, wyprzedzając pięciu zawodników i trzech zdyskwalifikowanych. W biegu łączonym był natomiast 77. w kwalifikacjach.
Po tej imprezie Philip Boit przez dłuższy okres nie pojawiał się w międzynarodowych zawodach. Wystąpił natomiast w 2006 na igrzyskach w Turynie. W biegu na 15 kilometrów stylem klasycznym uplasował się na 91. miejscu i ponownie wyprzedził pięciu zawodników oraz trzech niesklasyfikowanych. W 2007 uczestniczył w mistrzostwach świata w Sapporo i zajął 78. miejsce w sprincie oraz 111. w biegu na 15 kilometrów. Nie ukończył trasy biegu łączonego na 30 kilometrów. Na kolejnych mistrzostwach, w 2009 w Libercu był 131. w biegu sprinterskim, a biegu na 30 kilometrów ponownie nie ukończył.
W 2010 miał zamiar wystartować w igrzyskach w Vancouver i po nich zakończyć sportową karierę, jednak nie został dopuszczony do startu z powodu niespełnienia kwalifikacji olimpijskiej.
W 2011 w Oslo po raz czwarty w karierze uczestniczył w mistrzostwach świata. Tym razem zajął 108. miejsce w biegu na 15 kilometrów techniką klasyczną i 118. miejsce w sprincie, a w biegu na 30 kilometrów nie został sklasyfikowany.
Boit budził zainteresowanie mediów, sympatię kibiców i doping na trasach – gdziekolwiek się pojawił.
Jego wujek – Mike Boit był lekkoatletą, brązowym medalistą igrzysk olimpijskich w Monachium w biegu na 800 metrów (1972).

## Osiągnięcia

### Igrzyska olimpijskie
| Igrzyska             | Data           | Konkurencja   | Czas    | Miejsce  | Strata  | Zwycięzca                    | Źródło |
| -------------------- | -------------- | ------------- | ------- | -------- | ------- | ---------------------------- | ------ |
| 1998, Nagano         | 12 lutego 1998 | bieg na 10 km | 47:25,5 | 92.      | 20:01,0 | Bjørn Dæhlie                 | [ 2 ]  |
| 2002, Salt Lake City | 14 lutego 2002 | bieg łączony  | 36:21,6 | 77. (nq) |         | Thomas Alsgaard, Frode Estil | [ 5 ]  |
| 2002, Salt Lake City | 19 lutego 2002 | sprint        | 3:51,49 | 65. (nq) |         | Tor Arne Hetland             | [ 4 ]  |
| 2006, Turyn          | 17 lutego 2006 | bieg na 15 km | 53:32,4 | 91.      | 15:31,1 | Andrus Veerpalu              | [ 6 ]  |